# Rhinolasius sartus
Rhinolasius sartus är en plattmaskart som beskrevs av Ernst Marcus 1951. Rhinolasius sartus ingår i släktet Rhinolasius och familjen Koinocystididae. Inga underarter finns listade i Catalogue of Life.